# عدد ستروهال
عدد ستروهال في فيزياء الموائع (بالإنجليزية: Strouhal number) ويختصر بالرمز
{\displaystyle Sr} وينتسب إلى الفيزيائي التشيكي «فينسينت ستروهال» (1850–1922) الذي استخدمه أول مرة في عام 1878 لوصف حركة الموائع. عدد ستروهال هو عدد مطلق، إذ ليست له وحدات.
يستخدم عدد ستروهال لاستنتاج التردد الذي تنفصل عنده دوامة عن عائق في طريق مائع جاري مثل الهواء أو الماء. تحدث تلك الظاهرة أيضا فيما يسمى شارع كارمان الدوامي.
يعرف عدد ستروهال بالمعالة التالية:
{\displaystyle Sr={\frac {f\cdot l}{u}}}
حيث:
- تردد الانفصالf

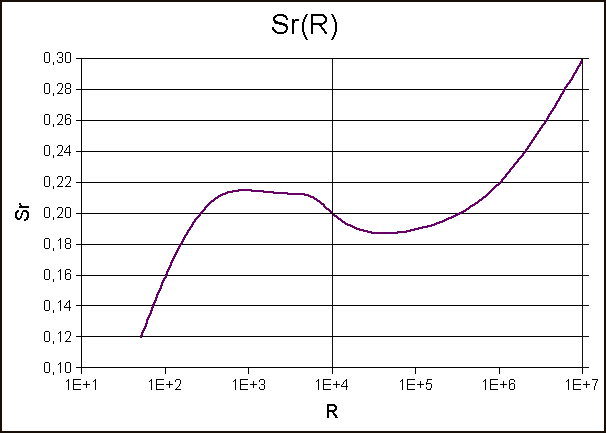
اعتماد عدد ستروهال على عدد رينولد في حالة اسطوانة عائقة طويلة. يسمى تقسيم المحور الأفقي «تقسيم لوغاريتمي».

- حجم الجسم العائق (أو قطره إذا كان أسطوانيا)  l
- سرعة جريان المائع u.

يبين الشكل البياني تغير عدد ستروهال بتغير عدد رينولد في حالة وقوف اسطوانة في مائع يجري. والمنحنى يقول الآتي:
- عند عدد رينولدز 70 يكون عدد ستروهال 12و0
- وبتزايد عدد رينولدز يتزايد عدد ستوهال حتى يصل عدد رينولدز إلى نحو 1000 فيصل عدد ستروهال إلى 216و0 .
- بعده تلك النقطة يبدأ عدد ستروهال ينخفض قليلا مع تزايد عدد رينولد، ويصل إلى 19و0 عندما يبلغ عدد رينولز 100.000 .
- ثم يبدأ عدد ستروهال في الزيادة ثانيا بزيادة عدد رينولد، حيث يصل عدد ستروهال مثلا إلى 30و0 عندما يبلغ عدد رينولد 10.000.000.

يستخدم في معظم الحالات العملية التقريب:
{\displaystyle Sr\approx 0,2.}
فيمكن بذلك حساب «التردد» الذي يحث عنده انفصال للدوامة عن العائق:
{\displaystyle \Leftrightarrow f={\frac {Sr\cdot u}{l}}}
يلاحظ استخدام التقسيم اللوغاريتمي لإعطاء قيم عدد رينولدز حيث أنه يتغير سريعا بين 10 و 10.000.000

## أمثلة
يهب ريح بسرعة 20 متر في الثانية حول كبل يبلغ قطره 01و0 متر، فيمكننا سماع رنين الكابل عند التردد 0,2 · 20 /01و0 = 400هيرتز  .
يلاحظ استخدام الوحدات التالية: سرعة الريح بالمتر/الثانية، قطر الكابل بالمتر. والنتيجة هي 1/ثانية أي هيرتز، وهذا هو تردد الصوت الذي نسمعه.
مثال آخر:
تقذف طائرة قنبلة من ارتفاع 2000 متر فتصل سرعة سقوطها 200 متر/الثانية. فإذا بلغ قطر القنبلة عدة ديسيمترات فإننا نسمع زئيرها ( تردد صوتها) بالإضافة إلى تغيره بسبب تأثير دوبلر.

## اقرأ أيضاً
- شارع كارمان الدوامي
- رقم فرود
- عدد رينولد
- عدد لا بعدي
- جريان صفائحي
- جريان مضطرب
- اللزوجة